# Persoonia terminalis
Persoonia terminalis ist eine Pflanzenart aus der Gattung Persoonia in der Familie der Silberbaumgewächse (Persoonioideae). Sie ist im östlichen Australien heimisch.

## Beschreibung

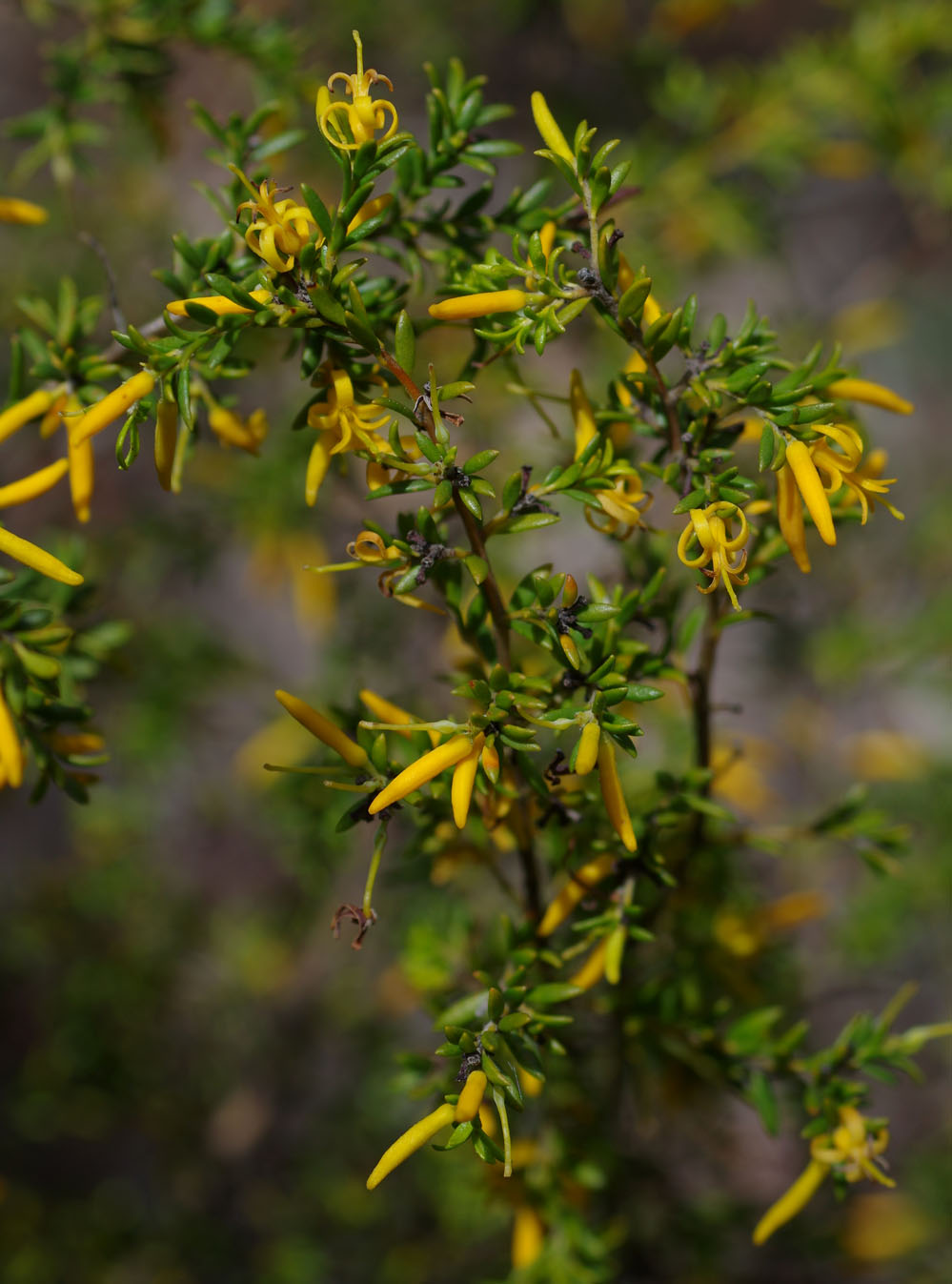
Laubblätter und Blüten von Persoonia terminalis subsp. recurva

### Erscheinungsbild und Blatt
Persoonia terminalis wächst als aufrechter oder ausladender immergrüner Strauch, der Wuchshöhen von 0,7 bis 1,5 Meter erreichen kann. Die Borke ist glatt. Die Rinde ist bei jungen Zweigen spärlich mit abstehenden oder anliegenden, gräulichen Haaren (Indument) bedeckt.
Die geraden, einheitlich oder leicht unterschiedlich, aber nicht blaugrün gefärbten Blattspreiten sind bei einer Länge von 3,5 bis 10 Millimetern sowie einer Breite von 1,2 bis 2 Millimetern schmal-länglich und konvex mit breiter Spreitenbasis. Die zurückgebogene Blattränder, biegen sich zur Blattspitze hin meist etwas bis stark. Junge Blätter können kahl bis spärliche behaart sein. Ältere Blätter haben eine glatte bis leicht raue Oberfläche.

### Blütenstand und Blüte
Die Blütezeit erstreckt sich von Dezember bis Januar, gelegentlich wurden aber auch Blüten im Juli beobachtet. Der Blütenstandsachse ist 0 bis 7 Millimeter lang. Die Blüten stehen einzeln oder zu bis zu fünft über schuppenförmigen Blättern in seitenständigen traubigen Blütenständen zusammen. Die Blütenstände enden meist in einer inaktiven Knospe. Die aufrechten bis ausgebreiteten Blütenstiele sind 1 bis 2 Millimeter lang und spärlich bis mäßig dicht behaart. Die Blüten stehen meist über Schuppenblättern. 
Die zwittrigen Blüten sind vierzählig. Es ist nur ein Kreis mit vier freien, nur an ihrer Basis verwachsene Blütenhüllblättern vorhanden. Die an der Außenseite spärlich behaarten Blütenblätter sind 9 bis 13 Millimeter lang und stumpf bis zugespitzt. Es ist nur ein Kreis mit vier untereinander freien Staubblättern vorhanden. Der Fruchtknoten ist kahl. Jedes Fruchtblatt enthält zwei Samenanlagen.

## Ökologie
Die Bestäubung erfolgt durch Insekten (Entomophilie).

## Vorkommen
Das natürliche Verbreitungsgebiet von Persoonia terminalis liegt im östlichen Australien. Es umfasst dort das Gebiet zwischen Cecil Plains und Inglewood im südöstlichen Queensland sowie die Gegend um Warialda und das Gebiet zwischen Torrington und Binghi im nordöstlichen New South Wales.
Persoonia terminalis wächst in trockenen Hartlaubwäldern.

## Taxonomie
Die Erstbeschreibung als Persoonia terminalis erfolgte 1991 durch Lawrence Alexander Sidney Johnson und Peter Henry Weston in Telopea, Band 4, Nummer 2, Seite 281. Das Typusexemplar wurde 3,4 Kilometer südlich von Torrington an der Straße zwischen Torrington und Emmaville von Peter Henry Weston und Peter G. Richards gefunden.
Von Persoonia terminalis gibt es etwa zwei Unterarten:
- Persoonia terminalis L.A.S.Johnson & P.H.Weston subsp. terminalis: Ihre Laubblätter sind bis zu 6 bis 10 Millimeter lang und sind zur Spitze hin leicht zurückgebogen.[1]
- Persoonia terminalis subsp. recurva L.A.S.Johnson & P.H.Weston: Ihre bis zu 3,5 bis 7,5 Millimeter langen Laubblätter sind zur Spitze hin stark zurückgebogen.[1]